# Zyli
Zyli (biał. Зылі; ros. Зыли) – wieś na Białorusi, w obwodzie mohylewskim, w rejonie mohylewskim, w sielsowiecie Kadzina, nad Rudzieją.